# Entomocorus
Entomocorus es un género de peces actinopeterigios de agua dulce, distribuidos por ríos de la vertiente atlántica de América del Sur.

## Especies
Existen cuatro especies reconocidas en este género:
- Entomocorus benjamini Eigenmann, 1917
- Entomocorus gameroi Mago-Leccia, 1984
- Entomocorus melaphareus Akama y Ferraris, 2003
- Entomocorus radiosus Reis y Borges, 2006